# Barbados na Letnich Igrzyskach Olimpijskich 2012
Barbados na Letnich Igrzyskach Olimpijskich 2012, które odbyły się w Londynie, reprezentowało 6 zawodników.
Był to jedenasty start reprezentacji Barbadosu na letnich igrzyskach olimpijskich.

## Reprezentanci

### Lekkoatletyka
Mężczyźni
| Zawodnik         | Konkurencja                | Eliminacje   | Eliminacje   | Ćwierćfinał | Ćwierćfinał | Półfinał                     | Półfinał                     | Finał                        | Finał                        |
| Zawodnik         | Konkurencja                | Wynik        | Miejsce      | Wynik       | Miejsce     | Wynik                        | Miejsce                      | Wynik                        | Miejsce                      |
| ---------------- | -------------------------- | ------------ | ------------ | ----------- | ----------- | ---------------------------- | ---------------------------- | ---------------------------- | ---------------------------- |
| Ryan Brathwaite  | Bieg na 110 m przez płotki | 13.23        | 2 Q          | —           | —           | 13.23                        | 2 Q                          | 13.40                        | 5                            |
| Shane Brathwaite | Bieg na 110 m przez płotki | Nie ukończył | Nie ukończył | —           | —           | Odpadł z dalszej rywalizacji | Odpadł z dalszej rywalizacji | Odpadł z dalszej rywalizacji | Odpadł z dalszej rywalizacji |
| Greggmar Swift   | Bieg na 110 m przez płotki | 13.62        | 5            | —           | —           | Odpadł z dalszej rywalizacji | Odpadł z dalszej rywalizacji | Odpadł z dalszej rywalizacji | Odpadł z dalszej rywalizacji |
| Ramon Gittens    | bieg na 100 m              | —            | —            | 10.35       | 6           | Odpadł z dalszej rywalizacji | Odpadł z dalszej rywalizacji | Odpadł z dalszej rywalizacji | Odpadł z dalszej rywalizacji |

### Judo
Mężczyźni
| Zawodnik     | Konkurencja | 1/32             | 1/16                          | 1/8                          | Ćwierćfinał                  | Półfinał                     | Pierwsza runda repasaży      | Ćwierćfinał repasaży         | Półfinał repasaży            | Finał                        | Finał     |
| Zawodnik     | Konkurencja | Przeciwnik Wynik | Przeciwnik Wynik              | Przeciwnik Wynik             | Przeciwnik Wynik             | Przeciwnik Wynik             | Przeciwnik Wynik             | Przeciwnik Wynik             | Przeciwnik Wynik             | Przeciwnik Wynik             | Pozycja   |
| ------------ | ----------- | ---------------- | ----------------------------- | ---------------------------- | ---------------------------- | ---------------------------- | ---------------------------- | ---------------------------- | ---------------------------- | ---------------------------- | --------- |
| Kyle Maxwell | -73 kg      | —                | Riki Nakaya (JPN) P 001 – 100 | Odpadł z dalszej rywalizacji | Odpadł z dalszej rywalizacji | Odpadł z dalszej rywalizacji | Odpadł z dalszej rywalizacji | Odpadł z dalszej rywalizacji | Odpadł z dalszej rywalizacji | Odpadł z dalszej rywalizacji | 17. – 32. |

### Pływanie
Mężczyźni
| Zawodnik     | Konkurencja              | Eliminacje | Eliminacje | Półfinał                     | Półfinał                     | Finał                        | Finał                        |
| Zawodnik     | Konkurencja              | Czas       | Miejsce    | Czas                         | Miejsce                      | Czas                         | Miejsce                      |
| ------------ | ------------------------ | ---------- | ---------- | ---------------------------- | ---------------------------- | ---------------------------- | ---------------------------- |
| Bradley Ally | 100 m stylem grzbietowym | 56.27      | 40         | Odpadł z dalszej rywalizacji | Odpadł z dalszej rywalizacji | Odpadł z dalszej rywalizacji | Odpadł z dalszej rywalizacji |
| Bradley Ally | 200 m stylem zmiennym    | 2:00.85    | 22         | Odpadł z dalszej rywalizacji | Odpadł z dalszej rywalizacji | Odpadł z dalszej rywalizacji | Odpadł z dalszej rywalizacji |
| Bradley Ally | 400 m stylem zmiennym    | 4:21.32    | 25         | —                            | —                            | Odpadł z dalszej rywalizacji | Odpadł z dalszej rywalizacji |